# Medak
Medak (teluga: మెదక్) är en ort i Indien.   Den ligger i distriktet Medak och delstaten Telangana, i den centrala delen av landet, 1 200 km söder om huvudstaden New Delhi. Medak ligger 474 meter över havet och antalet invånare är 44 351.
Terrängen runt Medak är platt, och sluttar västerut. Runt Medak är det ganska tätbefolkat, med 248 invånare per kvadratkilometer. Medak är det största samhället i trakten. Trakten runt Medak består till största delen av jordbruksmark.